# Squash-Mannschaftsweltmeisterschaft der Frauen 1989
Die 6. Mannschafts-Weltmeisterschaft der Frauen (englisch 1989 Women’s World Team Squash Championships) fand vom 14. bis 19. März 1989 in Warmond in den Niederlanden statt. Insgesamt nahmen 15 Mannschaften teil, ein neuer Teilnehmerrekord. Dänemark, Belgien und Spanien gaben ihr Debüt.
England konnte zum zweiten Mal seinen Titel verteidigen und überholte damit Finalgegner Australien als erfolgreichste Nation bei Mannschafts-Weltmeisterschaften der Frauen. Im Spiel um Platz drei setzte sich Neuseeland gegen die deutsche Mannschaft durch, die damit die bis dato beste Platzierung in ihrer Geschichte erzielte.

## Modus
Die teilnehmenden Mannschaften wurden gemäß ihrer Ergebnisse von der letzten Austragung für die Vorrunde in vier Gruppen gelost, wobei nur die Mannschaften der Gruppen A und B um den Titel spielten. Innerhalb der Gruppen wurde jeweils im Round-Robin-Modus gespielt. Die Mannschaften der Gruppen A und B zogen alle ins Viertelfinale ein, die Begegnungen wurden anhand ihrer abschließenden Platzierungen ermittelt. Die unterlegenen Mannschaften im Viertelfinale trafen im Anschluss auf die beiden jeweils bestplatzierten Mannschaften der Gruppen C und D.
Alle Mannschaften bestanden aus mindestens drei und höchstens vier Spielern, die in der Reihenfolge ihrer Spielstärke gemeldet werden mussten. Pro Begegnung wurden drei Einzelpartien bestritten. Eine Mannschaft hatte gewonnen, wenn ihre Spieler zwei der Einzelpartien gewinnen konnten. Die Spielreihenfolge der einzelnen Partien war unabhängig von der Meldereihenfolge der Spieler.

## Ergebnisse

### Vorrunde

#### Gruppe A
| Rang | Land        | Sp. | S | N | Sp.-Diff. | Punkte |
| ---- | ----------- | --- | - | - | --------- | ------ |
| 1    | England     | 3   | 3 | 0 | 9:0       | 6      |
| 2    | Irland      | 3   | 2 | 1 | 5:4       | 4      |
| 3    | Niederlande | 3   | 1 | 2 | 4:5       | 2      |
| 4    | Kanada      | 3   | 0 | 3 | 0:9       | 0      |

| England     | – | Irland      | 3:0 |
| England     | – | Niederlande | 3:0 |
| England     | – | Kanada      | 3:0 |
| Irland      | – | Niederlande | 2:1 |
| Irland      | – | Kanada      | 3:0 |
| Niederlande | – | Kanada      | 3:0 |

#### Gruppe B
| Rang | Land        | Sp. | S | N | Sp.-Diff. | Punkte |
| ---- | ----------- | --- | - | - | --------- | ------ |
| 1    | Australien  | 3   | 3 | 0 | 9:0       | 6      |
| 2    | Neuseeland  | 3   | 2 | 1 | 6:3       | 4      |
| 3    | Schottland  | 3   | 1 | 2 | 2:7       | 2      |
| 4    | Deutschland | 3   | 0 | 3 | 1:8       | 0      |

| Australien | – | Neuseeland  | 3:0 |
| Australien | – | Schottland  | 3:0 |
| Australien | – | Deutschland | 3:0 |
| Neuseeland | – | Schottland  | 3:0 |
| Neuseeland | – | Deutschland | 3:0 |
| Schottland | – | Deutschland | 2:1 |

#### Gruppe C
| Rang | Land     | Sp. | S | N | Sp.-Diff. | Punkte |
| ---- | -------- | --- | - | - | --------- | ------ |
| 1    | Finnland | 2   | 2 | 0 | 6:0       | 4      |
| 2    | Schweden | 2   | 1 | 1 | 3:3       | 2      |
| 3    | Dänemark | 2   | 0 | 2 | 0:6       | 0      |

| Finnland | – | Schweden | 3:0 |
| Finnland | – | Dänemark | 3:0 |
| Schweden | – | Dänemark | 3:0 |

#### Gruppe D
| Rang | Land               | Sp. | S | N | Sp.-Diff. | Punkte |
| ---- | ------------------ | --- | - | - | --------- | ------ |
| 1    | Frankreich         | 3   | 3 | 0 | 9:0       | 6      |
| 2    | Vereinigte Staaten | 3   | 2 | 1 | 6:3       | 4      |
| 3    | Spanien            | 3   | 1 | 2 | 3:6       | 2      |
| 4    | Belgien            | 3   | 0 | 3 | 0:9       | 0      |

| Frankreich         | – | Vereinigte Staaten | 3:0 |
| Frankreich         | – | Spanien            | 3:0 |
| Frankreich         | – | Belgien            | 3:0 |
| Vereinigte Staaten | – | Spanien            | 3:0 |
| Vereinigte Staaten | – | Belgien            | 3:0 |
| Spanien            | – | Belgien            | 3:0 |

### Viertelfinale
| England     | – | Schottland  | 3:0 |
| Neuseeland  | – | Kanada      | 3:0 |
| Deutschland | – | Irland      | 2:1 |
| Australien  | – | Niederlande | 3:0 |

### Halbfinale
| England    | – | Neuseeland  | 2:1 |
| Australien | – | Deutschland | 2:1 |

### Finale
| England                                                         | Finale | Australien                                                    |
| --------------------------------------------------------------- | --- | ------------------------------------------------------------- |
| Team Martine Le Moignan Lisa Opie Suzanne Horner Alison Cumings | Datum: 19. März 1989 Ort: Warmond \| Martine Le Moignan \| 9:3, 9:2, 8:10, 9:4 \| Liz Irving \| \| Suzanne Horner \| 9:5, 4:9, 9:6, 5:9, 9:5 \| Danielle Drady \| \| Lisa Opie \| walkover \| Vicki Cardwell \| Resultat: 3:0 | Team Liz Irving Vicki Cardwell Danielle Drady Robyn Lambourne |
| Martine Le Moignan                                              | 9:3, 9:2, 8:10, 9:4 | Liz Irving                                                    |
| Suzanne Horner                                                  | 9:5, 4:9, 9:6, 5:9, 9:5 | Danielle Drady                                                |
| Lisa Opie                                                       | walkover | Vicki Cardwell                                                |

## Abschlussplatzierungen
| Rang | Mannschaft     |
| 01.  | England        |
| 02.  | Australien     |
| 03.  | Neuseeland     |
| 04.  | BR Deutschland |
| 05.  | Irland         |
| 06.  | Schottland     |
| 07.  | Niederlande    |
| 08.  | Finnland       |

| Rang | Mannschaft         |
| 09.  | Kanada             |
| 10.  | Frankreich         |
| 11.  | Schweden           |
| 12.  | Vereinigte Staaten |
| 13.  | Dänemark           |
| 14.  | Spanien            |
| 15.  | Belgien            |